# Vilayet de Hakkari

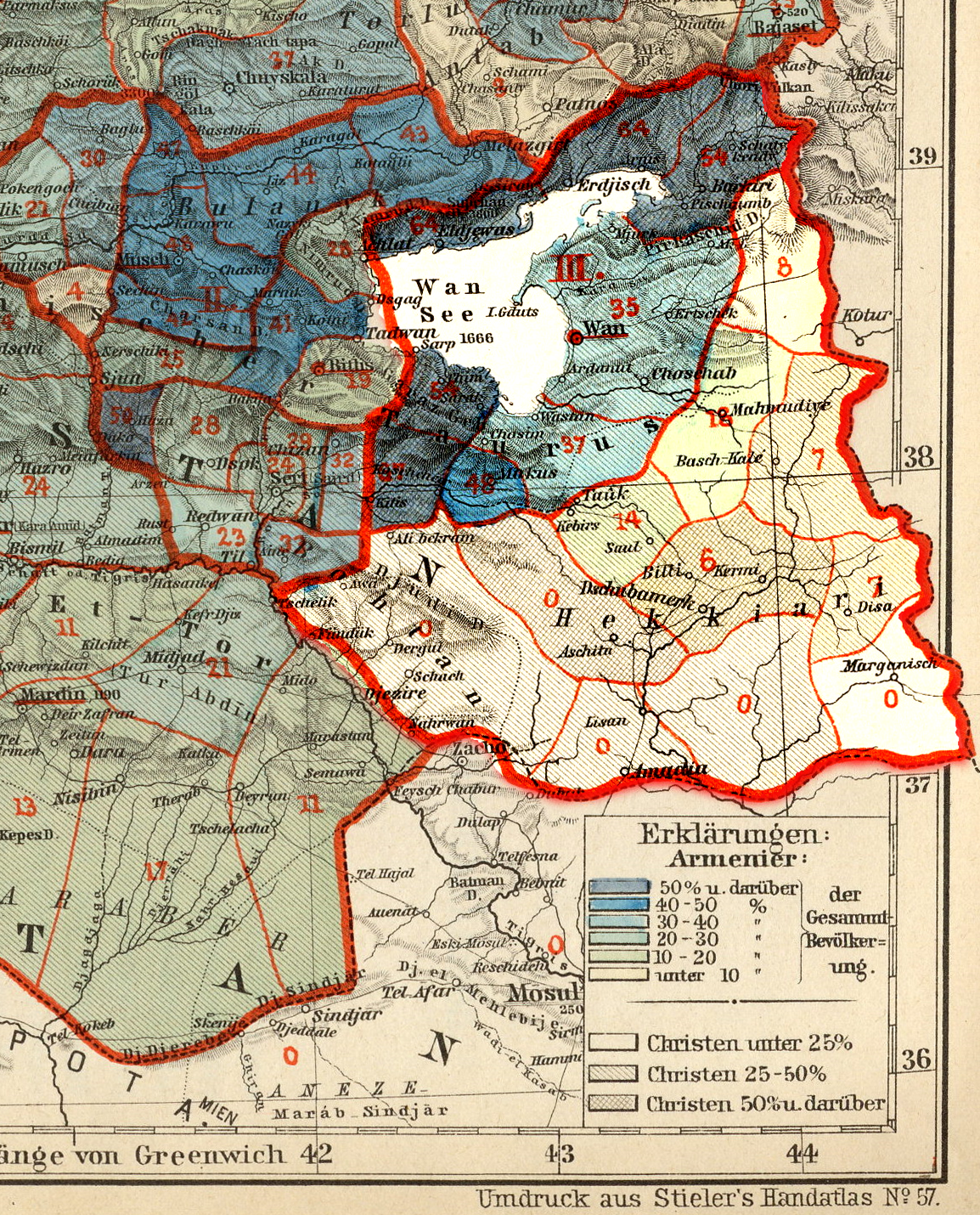
Le vilayet de Van (sandjaks de Van et Hakkari) en 1896. En bleu (nord-ouest) : population arménienne. En hachuré (sud-et) : population chrétienne assyrienne. Atlas pratique de Stieler, 1896

Le vilayet de Hakkari est une province de l'Empire ottoman qui a existé de 1875 à 1888. Sa capitale était Hakkari, dans le sud-est de la Turquie actuelle. 

## Histoire
Hakkari a été le centre d'un émirat kurde, la principauté de Hakkari dont le dernier seigneur a été Nurullah Bey, allié de Bedirxan Beg de Botan au XIXe siècle. Le vilayet est créé en 1875 quand le sandjak (district) de Hakkari est détaché du vilayet d'Erzurum et devient une province séparée. Il redevient un sandjak rattaché au vilayet de Van en 1888.

## Population

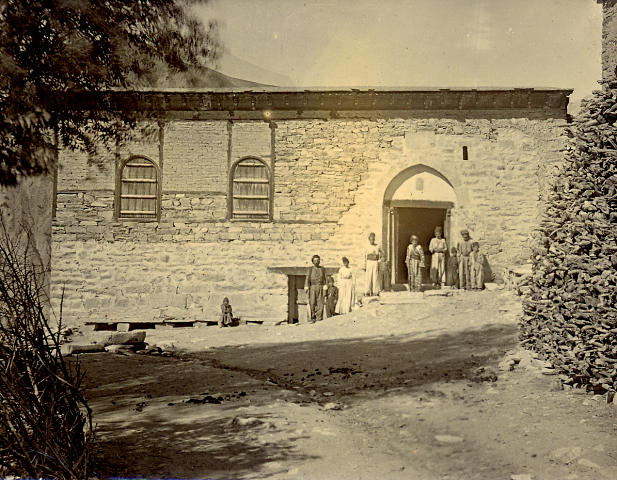
Église patriarcale Mar Shimon à Qotchanès,(Konak), 1904

Sa population se composait de Kurdes et de chrétiens assyriens. Le patriarche de l'Église apostolique assyrienne de l'Orient avait sa résidence à Qotchanès (actuelle Konak).

### Sources et bibliographie
- (en) Cet article est partiellement ou en totalité issu de l’article de Wikipédia en anglais intitulé « Short-lived Ottoman provinces » (voir la liste des auteurs) dans sa version du 17 novembre 2016.